# Ruth Jörg

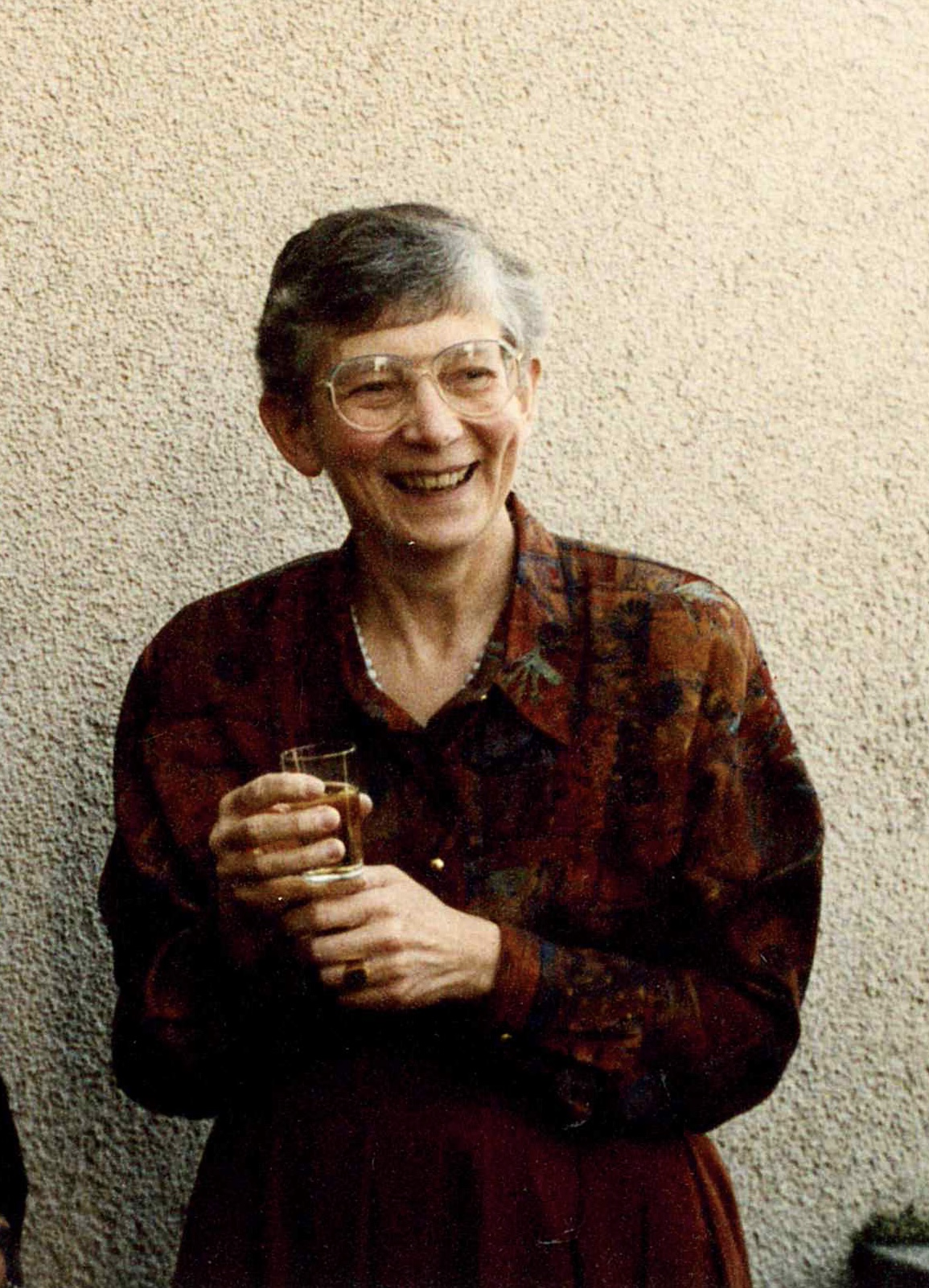
Ruth Jörg (1991)

Ruth Jörg (* 13. Dezember 1934 in Lützelflüh) ist eine Schweizer Germanistin. Sie arbeitete über zwanzig Jahre am Schweizerischen Idiotikon (Wörterbuch der schweizerdeutschen Sprache) mit, gab die Reformationschronik von Johannes Salat heraus und ist an der Edition weiterer Texte aus dem 16. sowie 20. Jahrhundert beteiligt.

## Leben
Jörg wuchs im Berner Emmental auf, wo ihr Vater bei der damaligen Obstweingenossenschaft Ramsei (heute Ramseier Suisse AG) arbeitete. In Thun besuchte sie das Lehrerinnenseminar, und 1954 nahm sie eine Stelle an der Primarschule in Meiringen (Haslital) an.
1962 schrieb Jörg sich an der Universität Basel für ein Studium der Germanistik ein; zwei Semester verbrachte sie überdies an der Universität Zürich. 1973 promovierte sie bei Ernst Erhard Müller mit einer Dissertation über den Präteritumschwund im schweizerischen Deutsch der Frühneuzeit.
1975 wurde Jörg – als Nachfolgerin von Hans Wanner – Redaktorin am Schweizerischen Idiotikon, wo sie bis zu ihrer Pensionierung 1996 blieb. Sie war nach Elise Wipf, Anna (Zollinger-)Escher, Clara Stockmeyer und Ida Suter die fünfte Frau in der Redaktion des Wörterbuchs.

## Schaffen
Grosse und gewichtige Wortfamilien (Grundwort plus Zusammensetzungen und Ableitungen), die Jörg für das Idiotikon abhandelte, sind etwa Trōst, Trūw (mit trūw), Twing (mit twingen), wã (wõ), Wuchen, wachsen, Wadel, Widem, wider, wīhen und Wĩl (mit wĩl).
Schon zuvor, 1973, erhielt sie von der Allgemeinen Geschichtforschenden Gesellschaft der Schweiz den Auftrag, Johannes Salats Reformationschronik herauszugeben. Diese nimmt unter den historiographischen Werken der Reformationszeit eine besondere Stellung ein, ist sie doch die einzige umfassende Schilderung der Ereignisse in der Eidgenossenschaft aus katholischer Sicht. Die Edition wurde 1986 in zwei Textbänden und einem Kommentarband veröffentlicht.
Nach ihrer Pensionierung wirkte Jörg an vier weiteren Editionen mit. Zuerst war sie an der Herausgabe und Übersetzung von Heinrich Bullingers Schriften aus dem 16. Jahrhundert beteiligt und in der Folge Mitherausgeberin des Sonderbandes Schriften zum Tage, in welchem eine Auswahl von Bullingers Texten in der originalen eidgenössischen Landsprache mit Übersetzung und Kommentierung zusammengestellt wurde. Hernach half sie bei der Edition des von 1910 bis 1947 anhaltenden Briefverkehrs zwischen Albert Einstein und dem Zürcher Toxikologen Heinrich Zangger mit, und sie unterstützte die Herausgabe des Protokolls der Badener Disputation von 1526. Schliesslich gab sie zusammen mit Beat Hänni Konrad Schmids Predigt heraus, die er 1522 in Luzern hielt. Im Weitern berät sie die Herausgeber von Bullingers Briefen in philologischer Hinsicht.
Als Lehrbeauftragte an der Universität Zürich erteilte Jörg verschiedentlich Kurse über die Benutzung des Schweizerischen Idiotikons. Längere Zeit wirkte sie auch als Stiftungsrätin der Basler Hebelstiftung.

## Publikationen (in Auswahl)
- Mitarbeit am Schweizerischen Idiotikon, Bände XIV und XV. Eine vollständige Zusammenstellung ihrer Beiträge findet sich im Bericht des Wörterbuchs über das Jahr 1997, S. 15 f.

Monographie
- Untersuchungen zum Schwund des Präteritums im Schweizerdeutschen. Diss. Univ. Basel. Bern 1976 (Basler Studien zur deutschen Sprache und Literatur 52).

Aufsätze
- Vom Einfluss des philologisch-rhetorischen Humanismus auf die Kanzleisprache, dargestellt am Beispiel des Luzerner Chronisten Hans Salat. In: Schweizerdeutsches Wörterbuch. Bericht über das Jahr 1977. [Zürich] 1987, S. 11–21.
- Diachronie und Synchronie in der Dialektlexikographie. Dargestellt an Beispielen aus dem Schweizerischen Idiotikon / Wörterbuch der schweizerdeutschen Sprache. In: Lexikographie der Dialekte. Hrsg. von Hans Friebertshäuser. Tübingen 1986, S. 47–60.
- Regionale Wörterbücher – regionaler Wortschatz. Beobachtungen zur Lokalisierung historischen Wortgutes. In: Festgabe für Peter Dalcher. Zürich 1987 (Beiheft zu Schweizerdeutsches Wörterbuch. Bericht über das Jahr 1988), S. 15–24.
- Johannes Salat (1498–1561) – wie ein Handwerker zum Beamten wird und eine Chronik der Reformationszeit verfasst. In: Der Geschichtsfreund 141, 1988, S. 211–224.
- Zwingli und die Reformation in Zürich im Spiegel der Chronik von Johannes Salat. In: Archiv für Reformationsgeschichte 80, 1989, S. 88–104.
- Durch die Brille des Lexikographen: Bedeutungsangaben bei historischem Wortgut, dargestellt am Beispiel des Schweizerdeutschen Wörterbuchs. In: Stand und Aufgaben der deutschen Dialektlexikographie. Hrsg. von Ernst Bremer und Reiner Hildebrandt. Berlin / New York 1996, S. 231–238.
- «Ein landschaftliches Wörterbuch, wie die Schweiz noch keines besitzt». Ein vergessenes Werk von Emanuel Friedli. In: Schweizerdeutsches Wörterbuch. Bericht über das Jahr 1997. [Zürich] 1998, S. 17–30.

Editionen
- Hans Salat: Reformationschronik 1517–1534. Bearbeitet von Ruth Jörg, hrsg. von der Allgemeinen Geschichtsforschenden Gesellschaft der Schweiz. Drei Bände. Bern 1986 (Quellen zur Schweizer Geschichte NF. I 8/1–3).
- Heinrich Bullinger: Schriften zum Tage. Hrsg. von Hans Ulrich Bächtold, Ruth Jörg und Christian Moser. achius, Zug 2006 (Studien und Texte zur Bullingerzeit 3).
- [Konrad Schmid:] Wenn Gott durch die Finger blinzelt. Konrad Schmids Predigt von 1522 in Luzern. Ein früher Schlüsseltext der schweizerischen Reformation. Hrsg. von Beat Hänni und Ruth Jörg. tvz, Zürich 2024.

Mitarbeit an Editionen
- Heinrich Bullinger: Schriften. Im Auftrag des Zwinglivereins und in Zusammenarbeit mit Hans Ulrich Bächtold, Ruth Jörg und Peter Opitz hrsg. von Emidio Campi, Detlef Roth und Peter Stotz. 6 Textbände und ein Registerband, TVZ, Zürich 2004–2007.
- Seelenverwandte. Der Briefwechsel zwischen Albert Einstein und Heinrich Zangger (1910–1947). Hrsg. von Robert Schulmann, unter Mitarbeit von Ruth Jörg. Neue Zürcher Zeitung, Zürich 2012.
- Die Badener Disputation von 1526. Kommentierte Edition des Protokolls. Hrsg. von Alfred Schindler und Wolfram Schneider-Lastin unter Mitarbeit von Ruth Jörg, Detlef Roth und Richard Wetzel. Mit einer historischen Einleitung von Martin H. Jung. TVZ, Zürich 2015.

## Weblink
- Publikationen von und über Ruth Jörg im Katalog Helveticat der Schweizerischen Nationalbibliothek

| Personendaten    | Personendaten         |
| ---------------- | --------------------- |
| NAME             | Jörg, Ruth            |
| KURZBESCHREIBUNG | Schweizer Germanistin |
| GEBURTSDATUM     | 13. Dezember 1934     |
| GEBURTSORT       | Lützelflüh            |